# Facility management
Facility management (FM) (EN15221) je multioborová disciplína, která se zabývá řízením podpůrných činností firmy spojených s využívání nemovitostí. ČSN/EN 15221 definuje FM jako integrace činností v rámci organizace k zajištění a rozvoji sjednaných služeb, které podporují a zvyšují efektivitu vlastní základní činnosti. Například u vysoké školy můžeme identifikovat výuku a výzkum jako dvě hlavní činnosti a vše ostatní můžeme zařadit mezi podpůrné činnosti. Mezi podpůrné procesy tak můžeme zařadit např. správu ploch, správu a údržbu budov, provoz studijního oddělení, investičního oddělení, akademické samosprávy, správu vozového parku, řízení energií, řízení externích vztahů, evidenci majetku, řízení nájmů atd.
Dle organizace IFMA lze facility management definovat jako „metodu, jak v organizaci sladit pracovní prostředí, pracovníky a pracovní činnosti.“ Cílem facility managementu je „posílit ty procesy v organizaci, pomocí nichž pracoviště a pracovníci podají nejlepší výkony a v konečném důsledku pozitivně přispějí k ekonomickému růstu a celkovému úspěchu organizace."
Jiná definice říká, že facility management „má za cíl integrované řízení všech služeb, které podporují hlavní činnost společnosti“.

## Historie
V květnu roku 1980 došlo na setkání zájemců o oblast FM ve Spojených státech amerických k ustanovení společnosti National Facility Management Association (NFMA) (ze 47 účastníků se stalo členy 27 zúčastněných). Na konci této akce měla NFMA svou vlastní ústavu, předpisy, úředníky a plány pro rozšíření v rámci Spojených států amerických.
O rok později se z této organizace stala International Facility Management Association (IFMA), aby byl umožněn přístup Kanadě. Díky tomuto kroku došlo k dynamickému růstu této asociace.
Evropa se s pojmem facility management setkává až na počátku 90. let (EuroFM). Mezi první země, které tento obor zaznamenaly, řadíme Velkou Británii, Skandinávské země, Francii a Benelux. O pět let později se tento obor rozšířil i do německy mluvících zemí.
Česká republika byla prvním post-komunistických státem, který se zapojil do sítě facility managerů IFMA (r. 2000).
V současnosti má IFMA 18 tisíc členů z 67 zemí, kde má na 130 poboček.

## Facility manažer
Facility manažer je řídící pracovník (manažer), který zodpovídá za oblast facility managementu. Jinými slovy lze říci, že se jedná o řídícího pracovníka, který je zodpovědný za strategii facility managementu, její rozpracování do taktického zadání, zadání výběru externích poskytovatelů a kontrolu jejich výkonů.
Jiná definice říká, že pracovní náplní facility manažera je „řízení všech úkonů tak, aby technologie a stavební prvky objektu byly optimálně funkční v souladu s potřebami jejich uživatelů.“

## Nejčastější náplň facility managementu
- provoz, údržba a servis technologických zařízení - zajištění provozní údržby objektu a technických zařízení
- záruční a pozáruční servis - zastupování klientů při jednání s třetími osobami
- revize, odborné technické prohlídky - zajištění revizí dle platných vyhlášek a norem (např. elektro, výtahy, spotřebiče, aj.)
- dálkový monitoring - napojení objektu na systém měření a regulace, dálkové odchytávání poruch, poruchová hlášení atd.
- nepřetržitá havarijní služba – možnost zamezí vzniku dalších škod na majetku, odstranění závad
- činnost PO a BOZP - kontrolní činnost požárním technikem, revize PH a HP
- vedení klíčového hospodářství - evidence klíčového hospodářství, systém generálního klíče

## Normy
Základy facility managementu v Evropě stanovuje EU norma u nás označovaná ČSN EN 15 221 „facility management“.
- ČSN EN 15 221-1 „Facility management - Část 1: Definice a terminologie“ – vymezuje oblast facility managementu, přibližuje základní pojmy a definice. Norma definuje tzv. „tvrdé služby“ (FM služby vztahující se k prostoru a infrastruktuře) a „měkké služby“ (FM služby vztahující se k lidem a organizaci).

- ČSN EN 15 221-2 „Facility management - Část 2: Průvodce přípravou FM smluv“ – pomáhá s přípravou FM smluv, kde základním předpokladem je smlouva mezi klientem a FM poskytovatelem a poskytnutí souboru FM služeb (nikoliv smlouva na jednotlivé FM služby).

- pr EN 15 221-3 „Facility management - Část 3: Návod jak dosáhnout/zajistit kvalitu ve facility managementu“ - v procesu schvalování

- pr EN 15 221-4 „Facility management - Část 4: Taxonomie facility managementu - Klasifikace a struktura“ - v procesu schvalování

- pr EN 15 221-5 „Facility management - Část 5: Průvodce rozvojem a zlepšením procesů“ - v procesu schvalování

- pr EN 15 221-6 „Facility management - Část 6: Plošné a prostorové měření“ - v procesu schvalování

- pr EN 15 221-7 „Facility management - Část 7: Benchmarking ve facility managementu“ - v přípravě